# 周玳官邸
周玳官邸，位于山西省忻州市代县上馆镇东南街村周家巷11号，为阎锡山炮兵司令周玳官邸，已列为代县文物保护单位。 现为代县图书馆。

## 建筑
周玳官邸建于1930年。坐北向南，占地面积3996平方米，前后二进院落。中轴线上建有南房、过厅和正房。西花园有六角亭。

## 保护
1984年，周玳官邸公布为第一批代县文物保护单位。2007年，公布为忻州市文物保护单位。